# Ним (дерево)
Ним, также Нии́м или Азадира́хта инди́йская (лат. Azadirachta indica), также маргоза — древесное растение, вид рода Азадирахта (Azadirachta) семейства Мелиевые. Происходит из тропических и субтропических районов Пакистана, Бангладеш, Индии и Мьянмы.

## Биологическое описание
Вечнозелёное дерево высотой 12—18 м с раскидистой кроной.

## Использование
В Индии растение известно как «деревенская аптека», «божественное дерево» и «панацея от всех болезней». Продукция, сделанная из него, в аюрведической медицине считается глистогонным, противогрибковым, противобактериальным, противовирусным, антидиабетическим и успокоительным средствами; также препятствует образованию перхоти. Ним известен также как природный очиститель крови. Ствол, корни и кора обладают вяжущими, общеукрепляющими, противомалярийными свойствами. В аюрведической медицине средства, приготовленные из этого дерева, рассматриваются, как главные компоненты и особенно предписываются при болезнях кожи.
Прутья дерева ним в Индии, Бангладеш и Пакистане используются для чистки зубов. Масло из семян используется для приготовления косметики. Пасока богата белком и употребляется как питательный напиток.
Исследования, проведённые в Национальном университете Сингапура, показали, что активное вещество, выделяемое из дерева ним — нимболид — останавливает процесс развития рака предстательной железы. Помимо этого дерево ним показало свою эффективность при других видах рака: рак молочной железы, желудочно-кишечного тракта, гинекологические типы рака, гематологические, рак легкого, рак кожи.